# Веном
Ве́ном (venom в переводе с англ. — «яд») — антигерой комиксов издательства Marvel Comics, обычно связанных с Человеком-пауком. Первое появление Венома состоялось в The Amazing Spider-Man #300 (май 1988). Изначально выступавший в качестве суперзлодея персонаж со временем приобрёл статус антигероя. Является чёрным инопланетным (в некоторых версиях может быть искусственным) симбиотом, разумным существом липкой, практически жидкой формы. Подобно реальным симбиотам, для того, чтобы выжить, он нуждается в носителе, как правило, человеке. Единение с симбиотом предоставляет его носителю сверхчеловеческие возможности, подобные способностям Человека-паука.
Первым известным владельцем симбиота был Питер Паркер, который в конечном итоге полностью отказался от пришельца, узнав о его истинных злых намерениях. Впоследствии симбиот объединялся с Эдди Броком, его вторым и самым известным носителем, ставшим первым Веномом и заклятым врагом Человека-паука. Согласно источникам Щ.И.Т.а, Веном является одной из величайших угроз человечеству, наряду с Магнето, Доктором Думом и Красным Черепом.
В 2007 году Эдди Брок / Веном в исполнении Тофера Грейса появился в фильме «Человек-паук 3: Враг в отражении». В медиафраншизе «Вселенная Человека-паука от Sony» (2018) роль Эдди Брока / Венома исполняет Том Харди.
Журналист Майк Конрой описал персонажа следующим образом: «То, что изначально должно было стать заменой костюма Человека-паука, превратилось в одного из величайших ночных кошмаров нашего дружелюбного соседа из Marvel». В 2009 году Веном занял 22-е место в списке 100 величайших злодеев из комиксов по версии IGN. Также IGN поместил версию Мака Гаргана на 17-е место в списке 50 величайших Мстителей, в то время как воплощение Флэша Томпсона заняло 27-е место. Инкарнация Эдди Брока в виде Венома получила 33-е место в списке 50 лучших персонажей комиксов по версии Empire.

## История публикации
Изначально никто не планировал создавать Венома. В 1980-х годах Рэнди Шулер, фанат Человека-паука, предложил идею о новом костюме (не симбиотическом) Человека-паука. Предполагалось, что его должен был создать Мистер Фантастик с помощью нестабильных молекул, а дизайном занялась бы Оса. Этот костюм усиливал бы способность прилипания к стенам на 25 %, имея при этом другие возможности. Marvel выкупила идею за 220 $. Чёрный костюм появляется в The Amazing Spider-Man #252 (май 1984), а затем в Marvel Team-Up #141 (май 1984) и The Spectacular Spider-Man #90 (май 1984).
В Secret Wars #8 (декабрь 1984) демонстрируется происхождение костюма. После дебюта началась работа над Веномом как над полноценным персонажем.
Полноценное появление Венома состоялось в The Amazing Spider-Man #300 (май 1988), после слияния симбиота с Эдди Броком.
Веном первоначально должен был быть женщиной, которая стала свидетельницей смерти своего мужа в автомобильной катастрофе. Симбиот должен был соединиться с ней и направить её гнев на Человека-паука. Тем не менее, издатели Marvel отказались от этой идеи, заявив, что женщина не может стать хорошим злодеем. В итоге носителем Венома был выбран Эдди Брок, герой, специально созданный для него и в результате ставший одним из самых популярных злодеев. Веном дебютировал в The Amazing Spider-Man #298.

## Биография

### Ранняя жизнь
Клинтарцы, как называют сами себя симбиоты, происходят от планеты с тем же именем в Галактике Андромеды и являются доброжелательным видом, помогающим другим, создавая героев в процессе привязки к нравственно и физически идеальным хозяевам. Но страдающие от химического дисбаланса или культурной злокачественности носители могут испортить симбиотов как деструктивных паразитов, которые сражаются с их альтруистическими братьями, распространяя дезинформацию среди сородичей и других рас. В итоге прочие обитатели галактики боялись и ненавидели этот вид в целом.
Злобные клинтарцы стали более распространёнными, чем их доброжелательные братья, создав культуру космического пространства, предназначенную для заражения планет. Злобные клинтарцы заставляют своих хозяев совершать смертоносные подвиги, чтобы получать адреналин и другие гормоны, такие как фенилэтиламин, до тех пор, пока существа-хозяева не будут высосаны досуха, измученные постоянным стрессом и напряжением, или просто не умрут в опасной ситуации.
Первый хозяин симбиота, ныне известного, как Веном, был злым. Он использовал его для геноцида его планеты, после чего симбиот стал злым паразитом. В какой-то момент симбиот был захвачен и вооружён инопланетным торговцем оружием Haze Mancer, который дозировал на нём химикаты для усиления агрессии и кровожадности. Однако симбиот в итоге сбежал от него.
Веном считался сумасшедшим по мнению его сородичей, так как он стремился, подобно мирным клинтарцам, к взаимной связи с хозяином, а не к господству над ним. В связи с этим он был помещён в тюремную капсулу и, предположительно, приговорён к смерти через разложение.

### Веном на разных носителях

#### Уэйд Уилсон
В Secret Wars № 3 Deadpool’s Secret выяснилось, что первым человеком, наткнувшимся на тюрьму и ставшим ненадолго хозяином симбиота, был Дэдпул, до того, как Человек-паук нашёл его в первоначальном событии Secret Wars. Дэдпул пытался использовать машину, которая создаёт любую одежду, которую человек может себе представить. Надев симбиотический костюм, Дэдпул понял, что костюм влияет на его разум (почувствовав, что он питается его мыслями) и что он живой. Обеспокоенный тем, что его безумие отрицательно повлияло на него, Дэдпул вернул его в капсулу до прибытия Человека-паука и намекнул, что агрессивное поведение симбиота может быть результатом его связи.

#### Питер Паркер
В «Secret Wars» № 8 (рус. Секретные войны) в Мире Битв по ошибке тюрьма стала частью мира.
Из-за полного повреждения своего костюма Человек-паук вынужден был пойти на фабрику, чтобы найти себе новый паучий костюм. Человек-паук нашёл тюремный модуль, в котором был заточён симбиот, и активировал машину, которая выпустила симбиота в форме чёрной сферы. Когда Человек-паук коснулся сферы, она тут же полностью накрыла его тело и, реагируя на мысли Человека-паука о наряде, который носила вторая женщина-паук, сформировала новый чёрно-белый паучий костюм. Человек-паук понимает, что его новый паучий костюм придал ему множество новых способностей.
Вернувшись на Землю из космического путешествия, наряд он менять не стал. Костюм придал герою больше сил и уверенности. Он умел по желанию «трансформироваться» в гражданскую одежду — ему больше не нужно было переодеваться, отправляясь спасать мир. Вдобавок отпала необходимость в веб-шутерах: паутина выстреливала прямо из его рук. Сплошное удобство. Однако Человек-паук вскоре понимает, что его новый костюм с необычными функциями — не бесплатный сыр в мышеловке, а большое зло: инопланетный паразит, который хочет полностью завладеть им. С помощью Мистера Фантастика и Человека-факела он узнаёт, что симбиот боится мощных звуковых волн и тепла. Используя сильные звуковые волны, Человеку-пауку удаётся полностью снять живой костюм и с помощью огня затащить его в камеру. Симбиоту удаётся сбежать из камеры, спрятаться в шкафу Человека-паука и замаскироваться под его сине-красный костюм, чтобы снова насильно соединиться с ним. Позже Человек-паук вступает в схватку со Стервятником и заставляет его доставить их в церковь. Благодаря бьющим колоколам Человеку-пауку удаётся избавиться от Венома окончательно.
Позже Чёрная кошка, посчитав, что его чёрный костюм выглядит очень красиво, сделала для Человека-паука версию из ткани (не связанную с симбиотом). Человек-паук носил периодически оба костюма, пока Мэри Джейн Уотсон-Паркер попросила его больше не носить этот костюм, потому что он её очень пугал.
В выпуске The Superior Spider-Man #23 Превосходный Человек-паук (теперь уже Отто Октавиус), снова став носителем симбиота, назвал их союз «Превосходный Веном» (англ. The Superior Venom).

#### Эдди Брок
Брок был репортёром, написавшим одну из лживых статей, которого впоследствии разоблачил Питер Паркер, полностью разрушив его карьеру, унизив и вынудив работать в дешёвых журналах. Привлечённый лютой ненавистью Брока к Паркеру, симбиот полностью соединился с Эдди. Появившийся Веном стал ссылаться на себя как «Мы», что означает, что Брок и симбиот по сути были двумя отдельными существами в одном организме, которые кооперировали свои действия. Подгоняемый ненавистью Брока, Веном сражался с Человеком-пауком множество раз и часто был близок к победе. Но, брошенный Человеком-пауком на острове, Брок пересмотрел свои взгляды на жизнь и решил посвятить себя борьбе со злом и в дальнейшем часто помогал Человеку-пауку и другим супергероям. В конце концов, Брок, узнав, что он неизлечимо болен раком, продал симбиота Дону Фортунато. Брок появляется в больнице вместе с тётей Мэй, подстреленной снайпером Уилсона Фиска. Эдди видит неприятные галлюцинации о своей тёмной стороне. Недавно Брок снова был носителем симбиота со своим характером. Его звали Анти-Веном, и он является близким другом и союзником Питера, но Эдди пришлось полностью пожертвовать им, чтобы спасти людей. Потом его нашёл Мистер Негатив и соединил Брока с другим симбиотом — Токсином.

#### Мак Гарган
Веном предложил Макдональду «Маку» Гаргану, который был злодеем низшего уровня, полностью с ним соединиться, обещая ему новые суперспособности. Гарган полностью соединился с симбиотом, что в дальнейшем дало ему право стать частью Зловещей Дюжины Нормана Озборна. Некоторое время симбиот полностью контролировал тело Мака и личность того имела мало значения, но когда симбиот перестал действовать, Гарган выразил отвращение к своему телу, но, тем не менее, не прогнал симбиота, а продолжал творить жестокие зверства.
В комиксе «Гражданская Война» Веном (Мак Гарган) был показан как нейтральный персонаж. В некоторой степени он даже встал на сторону супергероев, оказав помощь Железному человеку в победе над Капитаном Америкой.
По окончании Гражданской Войны Веном был отправлен в тюрьму вместе с Певчей Птицей, Радиоактивным человеком, Мечником, Меченым, Грешником и Леди Смертельный Удар. Позже из этих тюремных заключённых создали команду суперзлодеев «Громовержцы» по борьбе с не-зарегистрировавшимися супергероями. Принимая участие в операциях команды, Веном уничтожал супер-героев, потому что каждый из них когда-то ему насолил. Многие супер-герои считают его несокрушимым и остерегаются Венома. Пока только Гарган мог пользоваться способностью увеличения массы Венома, возможно, только потому, что в отличие от Брока, Веном контролировал тело Гаргана, а не наоборот.
В серии комиксов «Тёмные Мстители» Норман Озборн, ставший Железным патриотом, сделал Мака членом своей команды, для этого Мак стал новым Человеком-пауком (он принял облик чёрно-белого костюма Паука).

#### Флэш Томпсон
9 декабря 2010 года Marvel Comics объявила о новой серии «Black Ops».
Ввиду предыдущих случаев, когда симбиот убил своего прошлого хозяина, новым носителем пришельца становится Флэш Томпсон. Благодаря симбиоту его ноги полностью восстанавливаются. К тому же, он получает те же суперспособности. что и у Человека-паука. Правительство заключает с Флэшем контракт на 20 миссий, так как в дальнейшем симбиот и Томпсон могли привыкнуть друг к другу.
Флэш был отправлен в Нросвекистан, где он должен был захватить доктора Экмерика. Во время своей первой миссии Флэш сталкивается с Джеком-фонарём, который также желает захватить доктора. Несмотря на то, что ни один из них не сумел выполнить задание, эта встреча сделала их злейшими врагами. Когда Флэш получает выговор на базе и возвращается домой, опоздав на 6 часов, Бетти Брант выгоняет его, решив, что он опять начал пить алкоголь. Позднее Флэш отправляется на Дикую Землю для уничтожения Арктического Вибраниума. После столкновения с Крэйвеном-охотником, Флэш на время теряет симбиота из-за вызванной летучими мышами звуковой волны. Несмотря на это Веном позже возвращается к Флэшу. Пока Флэш находился без симбиота, Криминальный мастер, благодаря спутнику, смог выявить личность нового Венома. После попытки связаться со своим начальством, Флэш получает сообщение от Джека-фонаря, который похитил Бетти и требует Вибраниум, взамен спасения её жизни. Когда Флэш доставляет металл, Мастер даёт ему 5 минут на то, чтобы спасти её. На своём пути к Бетти Флэша останавливает Человек-паук, который совсем недавно узнал о похищении Бэтти.
Флэш полностью потерял контроль над симбиотом и нападает на Человека-паука. Правительство предприняло попытку уничтожить Томпсона, но эта попытка провалилась, так как костюм тайно от всех «вытащил» бомбу и оставил её у ног одного из бандитов Мастера. Вместе с Пауком он спасает Бетти. Вернувшись на базу, Томпсон напоминает команде, что он один из «хороших парней» и что всё ещё способен контролировать свой костюм. Вернувшись домой Флэш узнаёт, что его отец попал в больницу из-за цирроза печени.

#### Ли Прайс
В новой серии Venom, первый номер которой вышел 23 ноября 2016 года, был представлен новый хозяин симбиота — жестокий и расчётливый убийца по имени Ли Прайс. Новый хозяин симбиота оказался психологически стойким, он смог подчинить его своей воле, что удавалось далеко не каждому, кто вступал в контакт с пришельцем. Недооценив своего нового хозяина, Веном попытался взять над ним верх, запугав Прайса, но тот легко смог с ним совладать, заставив делать то, что ему было нужно. При этом симбиот после того, как пробыл какое-то время членом команды супергероев «Стражи Галактики», больше не хочет никого убивать. Сначала он сопротивлялся героическим поступкам своего предыдущего хозяина — Флэша Томпсона, но со временем они научились работать вместе, и Веном даже стал понимать Томпсона. Именно поэтому ему тяжело сейчас совладать с волей Ли Прайса — симбиот размяк, перестал быть тем монстром, который прежде наводил ужас.
Вскоре Ли встретился с агентом Багманом, одним из агентов ФБР, в «Parker Industries», где держали симбиота до встречи с Прайсом. Ли заметил, что симбиот стал менее разумным, чем раньше, но их разговор прервал один из агентов, который требовал раскрыть секретные данные о Человеке-пауке. На Прайса вышла Чёрная кошка и попросила запугать одного из репортёров, который писал о разоблачении её банды, хоть и не доверяла Ли после его сотрудничества с Маком Гарганом. Гарган решил устранить Прайса и повесить его смерть на репортёра. Во время нападения на Прайса появился Веном и спас его от смерти, однако сражение было записано прохожими и опубликовано в интернете. Веном победил Гаргана и был готов его съесть, но вмешался Человек-паук. На место разбойного нападения прибыли агенты ФБР и сотрудники полиции, которые арестовали Прайса и заключили его под стражу в исправительном учреждении тюрьмы. Однако срок заключения Прайса был недолгим — его адвокату удалось доказать невиновность Ли, обвинив во всех злодеяниях Венома.
После этого Прайс с парой головорезов устроил засаду Мании с помощью звукового оружия и огнемётов, сильно ранив её и отделив от симбиота. Прайс забрал симбиота себе, назвал себя Маниак и подчинил себе других суперзлодеев, заразив их частичками симбиота. Человек-паук и Анти-Веном наткнулись на Прайса, выслеживая его симбиота. Завязалась битва, в которой Прайс почти одержал верх над ними, пока не вмешалась Чёрная кошка и не спасла их с помощью сыворотки против симбиота. Прайс был отделён от симбиота и позже его передали властям.

### Другие

#### Энн Вейинг
Симбиот Веном присоединялся к бывшей жене Эдди, Энн Вейинг, два раза. Первый раз это произошло, когда Энн была серьёзно ранена вторым Пожирателем Грехов. Чтобы спасти жену, Эдди заставил симбиота соединиться с ней. Под влиянием симбиота Энн убила двух громил, о чём впоследствии долго сожалела. Второй раз симбиот соединился с ней, когда она охранялась полицией, позволив ей сбежать от них. После этих событий Энн Вейинг не выдержала нервных срывов и психологических травм и, в конце концов, покончила с жизнью.

#### Анжело Фортунато
Анжело Фортунато, сын Дона Фортунато, стал вторым Веномом на короткое время. Анжело оказался слишком слабым хозяином для симбиота, который был унижен во время сражения с Человеком-пауком. Симбиот оставил Анжело, отцепившись от него прямо в воздухе, и тот упал и погиб.

#### Таддеус Росс
Во время битвы с Блэкхартом Флэш Томпсон на некоторое время передал генералу Россу симбиота. Помимо этого Красный Халк получил силу Призрачного гонщика. После победы над Блэкхартом Красный Халк вернул Флэшу и Алехандре их силы.

#### Кэл Хенриксен
Первый военнослужащий, который был задействован в операции «Веном». Он преодолел 49-часовой порог и был убит с помощью выключателя смерти.

## Способности
Несмотря на то, что для выживания симбиоту требуется человеческое тело, Веном, тем не менее, показывал в некоторых случаях, что и сам обладает некоторыми способностями.
Изначально Веном был немым симбиотом, но позже начал злоупотреблять носителями и получил способность говорить.
Симбиоту не требуется физического контакта, чтобы влиять на разумы, поскольку он обладает телепатическими способностями. В комиксе Planet of the Symbiotes, когда симбиот был отвергнут своим хозяином, он издал психический крик, который довёл находящихся рядом людей до состояния предельной депрессии. Позже с помощью Эдди Брока он издал ещё более мощный крик, который привёл к массовому суициду. Кроме того, симбиот может сливаться с окружением, используя эффект наподобие оптического камуфляжа. Веном обладает иммунитетом к Карающему взору Призрачного гонщика. Для выживания Веному требуются определённые химические соединения в живых мозговых тканях. Когда он голодает, то может выработать непостоянный экзоскелет, позволяющий ему создать своё собственное тело, чтобы охотиться и убивать жертв без помощи носителя.
Когда носителю причиняют боль, ярость переполняет симбиота, и он увеличивается в собственных размерах. Происходит это следующим образом: злость и адреналин, вырабатывающиеся в организме носителя, стимулируют его на выработку дополнительных генов.

## Альтернативные версии

### Ultimate Marvel
В комиксах Ultimate Spider-Man Веном был не инопланетным симбиотическим организмом, а живым лекарством от рака, которое разработал отец Питера Паркера, Ричард Паркер. Препарат поглотил Эдди Брока, и он стал Веномом. В жестокой битве с Человеком-пауком Веном на время исчезает. Спустя время препарат становится частью тела Эдди. Костюм Венома пыталась похитить Серебристый Соболь. В конце концов Венома похищают, но он выбирается с помощью таинственного суперзлодея Жука. Между ними начинается схватка, в которую вмешиваются Серебристый Соболь и Человек-паук. В последний момент костюм полностью сползает с Эдди и вновь поглощает Питера. Неожиданно появляется команда «Алтимейтс» и побеждают Питера. Костюм исчезает. Вдруг появляется давно погибшая Гвен Стейси, которая может превращаться в Карнажа. Вскоре Веном и Карнаж встречаются, и между ними начинается схватка. Вдруг Веном проглатывает симбиот Карнажа и превращается в суперсимбиота. Гвен ослабла. После страшной схватки Веном похищается Жуком, который засосал Брока в контейнер и улетел в Латверию.
По версии Ultimate, Веном обладает крайне низким интеллектом и не отдаёт себе отчёта в своих действиях. В отличие от классики, он не имеет способностей Человека-паука и иммунитета к его паучьему чутью. Веном способен поглощать энергию людей для поддержания собственной жизнедеятельности и превращать свои руки в длинные щупальца для захвата. Также Веном способен карабкаться по стенам за счёт применения небольшой физической силы.

### Earth X
В ограниченной серии «Earth X» Мэй «Мэйджей» Паркер объединяется с симбиотом Веном после смерти её матери Мэри Джейн Уотсон. Мэй может полностью контролировать симбиота и общаться с ним.

### MC2
В «Spider-Girl» симбиот Веном пытается переселиться на Питера Паркера, но вместо этого соединяется с другом Девушки-паука Норми Осборном III, внуком оригинального Зелёного Гоблина. Позже Осборн пересаживает симбиота на Девушку-паука, которая серьёзно ранена, чтобы спасти ей жизнь. Впоследствии симбиот жертвует собой, чтобы спасти Девушку-паука от Хобгоблина.

### Marvel 2099
В «Spider-Man 2099» симбиот выбирается на поверхность из канализации Нью-Йорка и соединяется с Кроном Стоуном, жестоким преступником и сводным братом Мигеля О’Хара (Человек-паук 2099), чтобы стать Веномом 2099. Этот Веном обладает белой головой, а его паучий знак сделан из толстой паутины. В конечном счёте симбиот присоединяется к Роману (Нэмор 2099).

### Spider-Man: Reign
В «Spider-Man: Reign», действие которого происходит через 35 лет после событий основной серии, Веном выдаёт себя за Эдварда Сакса, помощника мэра Нью-Йорка. «Эдвард» хочет управлять всем городом и для этого привлекает Зловещую Шестёрку, клонирует себя несколько тысяч раз и строит охранную систему «Паутина», которая должна помешать жителям Нью-Йорка сбежать из города. Однако, победив Зловещую Шестёрку, Человек-паук убивает Венома с помощью Песочного человека.

### Mangaverse
В «Marvel Mangaverse» Веном — это бывший член клана Человека-паука.
Веном ответственен за смерть дяди Бена. Питер побеждает отца Венома Кингпина и хочет убить и его, но всё же сохраняет ему жизнь. Веном пытается добить Кингпина, чтобы взять контроль над бандами Нью-Йорка.
Симбиот появляется как чёрная жидкость, выпущенная из проклятого амулета. Симбиот высасывает энергию из носителя амулета, что может быть фатальным для владельца. Когда Паркер, одержимый амулетом, снимает его, то теряет слишком много жизненной энергии и погибает.
Веном захватывает амулет и решает принести в жертву свою собственную жизненную силу, чтобы спасти Питера. Паркер оживает, но от Венома остаётся только лишь скелет. Далее амулет попадает в руки Кингпина, который вылечивает себя.
В истории «Elemental Evil» Веном появляется вновь как живой. Его кожа теперь тёмно-синяя. Также он получил новые силы, включая пару челюстей и длинный язык, что приблизило его к внешнему виду оригинала. Веном становится другом клана Человека-паука и помогает ему. Неизвестно, как Веном смог выжить, но сам он говорит: «Я был везунчиком».

### Spider-Man & Red Sonja
В мини-серии «Spider-Man & Red Sonja» (рус. Человек-паук/Рыжая  Соня), действие в которой происходит до событий «Гражданской войны», хиберийский колдун Кулан Гат, в попытке завоевать мир, отделил Венома от Эдди Брока и слился с ним сам. Получившийся Кулан Веном обладал в дополнение к силам Венома ещё и магией. Позже, во время восстания народа против деспотии Кулана, симбиот возвращается к Броку.

### What The--?!
В комическом комиксе «What The--?!» № 20 Порк Ринд, свинячья версия Венома представлен как враг Питера Поркера, Грандиозного Ветчины-Паука.

### Что если…
Человек-паук часто появлялся в серии комиксов «What If…?», задачей которых является предположить, что бы было, если бы известные события развивались иначе.

### …инопланетный костюм захватывает Человека-паука
В «…The alien costume had possessed Spider-Man» после соединения с симбиотом, Человек-паук выжидает слишком много времени, чтобы поговорить с Мистером Фантастиком. Костюм берёт контроль над Человеком-пауком и начинает питаться им, из-за чего Питер Паркер очень быстро стареет, пока сам не умирает. Симбиот объединяется с ослабшим Халком. Тор сражается с Веномом-Халком и побеждает его, но симбиот перебирается на него. Различные супергерои, используя невероятно сильный голос Чёрного Грома, серьёзно повреждают симбиота. Тор освобождён, а герои собираются отправить пришельца в иное измерение, но Чёрная кошка, используя пушку созданную для неё Амбалом, убивает пришельца в отместку за смерть Человека-паука.

### …Веном объединяется с Карателем
В «…Venom had possessed The Punisher» после того, как Человек-паук освобождается от симбиота, тот присоединяется к Карателю вместо Эдди Брока. Касл использует способности симбиота, чтобы бороться с преступностью.
Симбиот делал Карателя всё более и более жестоким. Когда симбиот в итоге овладевает Фрэнком, тот побеждает Человека-паука, Сорвиголову и Лунного рыцаря, но Человеку-пауку удаётся взорвать акустическую бомбу, что позволяет Карателю преодолеть и усмирить симбиота. Чтобы не позволить себе творить зло, Каратель решает убить себя. Но симбиот убывает с его лица и образует символ черепа у него на груди. Касл говорит героям, что теперь у него всё под контролем.

### …Супергерои Marvel останутся на Мире Войны?
В «…The Marvel Super-Heroes had remained on Battleworld?» супергерои и суперзлодеи оказываются в ловушке на Battleworld’е. Им приходится начать новую жизнь и строить собственные семьи. Через двадцать пять лет Человек-паук и симбиот становятся единым существом — Веномом. После смерти Рида Ричардса у Человека-паука не было шансов избавиться от симбиота и ему пришлось смириться с новой жизнью. Вскоре он стал холодным и расчётливым одиночкой.

### What if?: The Other
По сюжету после соединения со Скорпионом, Веном разочаровывается в нём и объединяется с Питером Паркером как с первым носителем. Новый персонаж отличается внешне от привычного облика Венома большей субтильностью, более человеческим лицом и немного изменённым рисунком паука. Он легко побеждает Мстителей в короткой схватке, сумев ранить Люка Кейджа лезвием сформированным симбиотом. Он говорит, что раз Мэри Джэйн не хочет называть его Паркером, то он возьмёт имя Пойзон (англ. Poison — отрава), так как имя Веном принадлежало слабому неудачнику. После того, как Мэри Джэйн разорвала с ним отношения, он приходит на кладбище и воскрешает из мёртвых Гвен Стэйси.

### Marvel Zombie
Веном появляется как заражённый герой, который встречается с Галактусом и другими заражёнными злодеями, но появились зомби Капитан Америка, Люк Кейдж, Росомаха, Железный человек, Человек-муравей и Человек-паук. В конце Веном был побеждён Человеком-пауком, и Симбиот отделился от Эдди Брока. Эдди Брок назвал себя неподходящим носителем.

### Spider-Gwen
Мэтт Мёрдок создал экспериментального симбиота для Гвен Стейси. И Гвен стала Гвеномом. В итоге она избавилась от симбиота.

### Marvel Universe vs The Punisher
Веном появляется в третьем выпуске. Он как заражённый герой напал на Карателя. Но Каратель убил его.

## Вне комиксов

### Мультсериалы
- Веном вместе с носителем Эдди Броком появляется в мультсериале «Человек-паук» (1994). В русском переводе Веному дали имена — Чёрная смерть и Смертоносец, а Карнажу — Потрошитель и Палач.
- Веном вместе с носителем Эдди Броком появляется в мультсериале «Непобедимый Человек-паук» (1999). В ходе сюжета Веном работает вместе с Карнажем. Вскоре они оба мутируют в более мощную форму. Венома озвучил Брайан Драммонд[англ.]. В русском переводе Веному дали имя — Желчный, а Карнажу — Кровавый.
- Веном вместе с носителем Эдди Броком появляется в мультсериале «Новые приключения Человека-паука» (2008) в нескольких сериях 1-го и 2-го сезона. Актёр озвучивания — Бен Дискин.
- Веном появляется в мультсериале «Великий Человек-паук», где в 1-м сезоне его носителем является Гарри Озборн, а во 2-м — Зелёный гоблин. В 3-м сезоне носителем Венома становится Флэш Томпсон. Он называет себя Агентом Веномом и присоединяется к новой команде Человека-паука. В 4-м сезоне временным носителем Венома становится Крэйвен-охотник. Так же появляется Анти-Веном, носителем которого становится Гарри Озборн.
- Веном вместе с носителем Эдди Броком появляется в мультсериале «Человек-паук» (2017).
- В 1 сезоне «Халк и агенты У.Д.А.Р.» Веном имел других носителей: Халк, Красный Халк, Скаар и Женщина-Халк.

### Кино

#### Веном (1997)
Первое появление Венома в кино было первоначально запланировано в сольном фильме 1997 года, по сценарию Дэвида Гойера и выпущеннего New Line Cinema, в котором Веном был бы изображён как антигерой, а Карнаж — как главный антагонист. Фильм так и не был снят, а в 2007 году права на фильм «Веном» вернулись к Sony Pictures.

#### Человек-паук 3: Враг в отражении
В третьем фильме про Человека-паука Веном — главный антагонист. Здесь он значительно отличается от своего образа из комиксов (например, у него есть паутина на костюме, на пальцах есть острые когти, сам он не является двойной личностью, а у головы монстра голос Брока). Согласно сюжету, симбиот Веном попадает на Землю вместе с упавшим метеоритом. После этого он проникает в дом Питера Паркера и соединяется с его костюмом, став его чёрной копией с несколько иным символом паука. Паркер получает новые способности и гораздо больше сил. Но костюм кардинально изменяет его характер, делая его более эгоистичным и жестоким. В порыве гнева ударив Мэри Джейн, Питер прибыл в церковь, где симбиот начал чувствовать боль. Питеру довольно быстро удаётся избавиться от симбиота благодаря колоколам, и тот переходит к Эдди Броку, который как раз находился в церкви и молил Бога убить Паркера, соединившись с ним и став Веномом.
Эдди Брок, ненавидящий Паркера за то, что тот унизил его и лишил работы, объединяется с Песочным человеком и крадёт Мэри Джейн Уотсон. С помощью Нового гоблина в лице Гарри Озборна Человеку-пауку удаётся победить Песочного человека. Но Веном убивает Гарри с помощью лезвий на глайдере.
Используя слабость монстра к звуковым вибрациям, Питер Паркер стучит около него по стальным трубам, чем отделяет Эдди Брока от симбиота. Симбиот сохраняет форму костюм-подобного монстра, но Человек-паук его ненадолго оглушает, после чего бросает в него бомбу Гарри Озборна. Эдди в панике бросается к симбиоту, не желая терять такую силу чудовища, и погибает вместе с ним при взрыве бомбы.

#### Новый Человек-паук: Высокое напряжение
Изначально Веном должен был появиться в фильме «Новый Человек-паук: Высокое напряжение» (2014). Эмблема Венома появилась в конце фильма в здании Oscorp, в сцене, в которой Джентльмен прогуливался мимо многих технологий и экспериментов Озкорпа, в том числе крыльев Стервятника и механических щупалец Доктора Осьминога. В вирусной маркетинговой кампании «Нового Человека-паука: Высокое напряжение» была опубликована статья Эдди Брока, в которой подробно описывается, что Клетус Кэседи, который позже стал Карнажем, был арестован в вымышленной вселенной Marvel от Sony.
В марте 2012 года Джош Транк вёл переговоры о создании нового фильма о Веноме в рамках серии «Новый Человек-паук». В декабре 2013 года Sony официально объявила о двух побочных проектах серии фильмов «Новый Человек-паук», в которых участвует фильм «Веном», первоначально названный «Веном и Карнаж», и «Зловещая шестёрка», со сценарием первого от Алекса Куртцмана, Роберта Орси и Эда Соломона под руководством Курцмана. В сентябре 2014 года Курцман заявил, что они рассматривают различные воплощения персонажей, в том числе Эдди Брока, Энн Вейинг и Флэша Томпсона. В итоге фильм был отменён ещё до заключения сделки с Marvel Studios.

#### Веном: Истина в журналистике
В 2013 году вышла короткометражка под названием «Веном: Истина в журналистике». По сюжету команда документалистов из Франции приезжает в Америку, чтобы запечатлеть будни журналиста Эдди Брока. Вскоре правда об Эдди, как и о его сомнительных методах работы, начинает выплывать наружу.

#### Вселенная Человека-паука от Sony
В июле 2007 года продюсер Aви Арад высказал намерение снять спин-офф о Веноме на студии Sony Pictures с Тофером Грейсом в главной роли. Было заявлено, что Гэри Росс будет сценаристом и, вероятно, режиссёром. Журнал Variety сообщил, что Веном станет антигероем, а компания Marvel займётся производством фильма. Сценарий будет основан на комиксе «Веном: Смертоносный защитник», в котором Веном не является злодеем, а Человек-паук появляется в качестве приглашённой звезды. Стэн Ли появится в фильме в качестве камео. Предполагалось, что фильм выйдет в прокат в 2017 году как часть вселенной нового Человека-паука, но когда Sony и Marvel удалось договориться, Человек-паук стал частью медиафраншизы «Кинематографическая вселенная Marvel» (КВМ). Из-за этого производство фильмов «Зловещая шестёрка» и «Веном» было временно приостановлено.
5 марта 2016 года стало известно, что студия Sony Pictures запустила в производство фильм «Веном», при этом он представляется боссам студии как отдельная франшиза, не связанная ни с фильмами про Человека-паука с Томом Холландом в главной роли, ни с фильмами Марка Уэбба.
18 июня 2017 года Эми Паскаль заявила, что «Веном» войдёт в КВМ, куда также войдёт и фильм о Чёрной кошке и Серебряном Соболе. Позже в интервью Fandango Паскаль и Кевин Файги заявили, что данные фильмы не входят в «Кинематографическую вселенную Marvel».
- 22 декабря 2018 года эксперты журнала The Hollywood Reporter назвали худшие фильмы 2018 года. Пятёрку неудачных фильмов замыкает «Веном» Рубена Флейшера с Томом Харди в главной роли[24].

Поскольку фильм состоит отдельно от истории Человека-паука, Эдди стал Веномом иначе: он был успешным репортёром, ведущим собственное шоу журналистских расследований, пока не совершил профессиональную ошибку. В результате он лишился работы, а вместе с ней — невесты. Однако спустя время к нему пришла женщина с интересной информацией, и Эдди решился на самовольное следствие, в результате которого случайно слился с Веномом. Довольно быстро человек и симбиот находят общий язык и объединяют усилия в борьбе со злым симбиотом Райотом, который решил устроить масштабное вторжение на Землю. Веном одолевает злодея, после чего остаётся с Эдди и решает вместе с ним бороться с преступностью.
Релиз сиквела под названием «Веном 2» состоялся 1 октября 2021 года в США, а в России картина вышла 30 сентября 2021 года. В фильме адаптированы события сюжетной линии комиксов «Максимальная резня» и Саги о Веноме из мультсериала «Человек-паук» (1994). Веном и Эдди Брок вынуждены сражаться с Клетусом Кэседи / Карнажем и Фрэнсис Баррисон / Визг, а также учиться тому, как лучше жить и работать вместе в качестве «Смертоносного защитника». В сцене после титров Эдди и Веном переносятся в «Кинематографическую вселенную Marvel», где становятся свидетелями того, как Джей Джона Джеймсон раскрывает личность Питера Паркера как Человека-паука по телевидению. Это продолжается в сцене после титров фильма «Человек-паук: Нет пути домой» (2021), где Эдди и Веном узнают об основных событиях, произошедших в этой вселенной, после чего возвращаются в свою реальность заклинанием Доктора Стивена Стрэнджа, случайно оставляя на столе в баре частичку симбиота.

### Видеоигры
- Веном — финальный босс в игре The«Максимальная резня» n, доступной только на Game Boy.
- Веном появляется в игре для Super Nintendo Spider-Man, как финальный босс.
- Веном появляется несколько раз в роли босса в игре Spider-Man: The Video Game.
- Веном несколько раз появляется в роли босса в The Amazing Spider-Man vs. The Kingpin. На высокой сложности Веном появляется на каждом уровне.
- Веном — босс в японской игре для Super Nintendo The Amazing Spider-Man: Lethal Foes 1995 года. Он также помогает игроку во время финальной битвы с Карнажем.
- Веном появляется как босс в играх, основанных на мультсериале, для SNES и Sega Genesis.
- Веном — играбельный персонаж в игре для Sega Genesis/SNES Maximum Carnage и сиквеле Separation Anxiety.
- Веном — босс в игре для PlayStation, Sega Dream Cast и PC «Spider-Man».
- Веном появляется в игре для GameCube, PlayStation 2, Xbox, Nintendo DS и PlayStat.on Portable Marvel Nemesis: Rise of the Imperfects.
- Веном — играбельный герой для игры в жанре файтинг Marvel vs. Capcom: Clash of Super Heroes и её сиквеле Marvel vs. Capcom 2: New Age of Heroes.
- Ультимативная версия Венома появляется в игре Ultimate Spider-Man, доступной на GameCube, Xbox, PlayStation 2, Gameboy Advance, Nintendo DS и PC; он представлен, как босс и играбельный персонаж.
- Веном представлен, как финальный босс в игре по мотивам фильма Spider-Man 3.
- Веном — один из уникальных (закачиваемых) персонажей для Xbox 360 версии игры Marvel: Ultimate Alliance.
- Веном — босс и один из играбельных персонажей в игре Spider-Man: Friend or Foe.
- Веном является основоположником сюжета Spider-Man: Web of Shadows.
- Веном — босс и один из играбельных персонажей в игре Marvel: Ultimate Alliance 2.
- Веном — босс в игре Marvel Heroes, а также можно получить костюм симбиота для Человека-Паука. Позже был добавлен как играбельный персонаж.
- Веном — один из боссов в игре LEGO Marvel Super Heroes. Также является игровым персонажем, может изменять форму — его способности аналогичны персонажам Человека-Паука и Халка.
- Чёрный симбиот встречается в сцене после титров в игре Marvel’s Spider-Man. Он представлен лекарством (возможно, инопланетного происхождения), которое должно излечить Гарри Озборна.
- В мобильной игре The Amazing Spider-Man 2 для устройств под управлением iOS/Android, носитель — Эдди Брок.
- В мобильной игре Marvel Strike Force играбельный персонаж, теги злодей, паучья вселенная.
- Играбельный в персонаж Lego Marvel Super Heroes 2
- В Marvel’s Spider-Man 2 является главным антагонистом, играбельным персонажем и финальным боссом.

## Критика и отзывы
- В 2009 году Веном занял 22 место в списке 100 Величайших злодеев из комиксов по версии IGN[5].
- В 2008 году журнал Wizard поставил Венома на 98-ю позицию в своём рейтинге 200 величайших персонажей комиксов.
- Инкарнация Брока в виде Венома получила 33-е место в списке 50 лучших персонажей комиксов по версии журнала Empire[8].
- Тофер Грейс был номинирован в 2008 году на кинопремию MTV в номинации лучший злодей за роль Эдди Брока в фильме «Человек-паук 3: Враг в отражении».